# Karim Khalili
Abdul Karim Khalili (Wardak, 1950) is een Afghaans politicus. In 1993 werd hij benoemd tot Minister van Economie in de Islamitische Staat Afghanistan. Bij de omvorming naar de Islamitische Republiek Afghanistan werd hij in de overgangsregering in 2002 benoemd tot vicepresident als vertegenwoordiger van de Hazara. Sinds 7 december 2004 is hij tweede vicepresident van Hamid Karzai.